# Ingo Anderbrügge
Ingo Anderbrügge (Datteln (Noordrijn-Westfalen), 2 januari 1964) is een Duits voormalig voetballer. Hij speelde als aanvallende middenvelder. In 1997 won hij de UEFA Cup met FC Schalke 04, waarvoor hij van 1988 tot 1999 speelde.

## Clubcarrière
Anderbrügge doorliep de jeugdacademie van Germania Datteln en SpVgg Erkenschwick uit de regio Noordrijn-Westfalen. In 1984 werd de nummer tien daar gespot door de scoutscel van de lokale topclub Borussia Dortmund. Hij bracht vervolgens vier seizoenen door in het eerste elftal van Die Borussen, maar won geen prijzen. Anderbrügge verhuisde in 1988 naar FC Schalke 04, waarmee hij de enige trofee uit zijn loopbaan wist te winnen. Onder leiding van de Nederlandse trainer Huub Stevens en sportief manager Rudi Assauer werd de UEFA Cup 1996/97 in de wacht gesleept. Internazionale uit Italië werd opzij geschoven na een spannende strafschoppenserie. Hij werd viermaal clubtopscorer van Schalke 04 in de Bundesliga, waaronder het seizoen 1988/89 met veertien doelpunten. In 1999 verliet hij Schalke 04 na elf seizoenen en meer dan 300 officiële wedstrijden.
Anderbrügge, die ondanks een gereputeerde status bij Schalke nooit voor het (West)-Duits voetbalelftal uitkwam, was daarna actief als amateur bij Sportfreunde Siegen.

## Trainerscarrière
Na zijn spelerscarrière werd Anderbrügge actief als trainer op lager niveau, bij jeugdclub SpVgg Erkenschwick en later bij VfB Hüls en Wacker Burghausen.
Naast zijn activiteiten als trainer van amateurclubs, is Anderbrügge ook aan de slag als voetbalanalist voor SPORT1.

## Erelijst
| Competitie |            |            |
| Competitie | Aantal     | Jaren      |
| Schalke 04 | Schalke 04 | Schalke 04 |
| ---------- | ---------- | ---------- |
| UEFA Cup   | 1×         | 1996/97    |